# Neosterrha
Neosterrha là một chi bướm đêm thuộc họ Geometridae.